# Angelo Omodeo

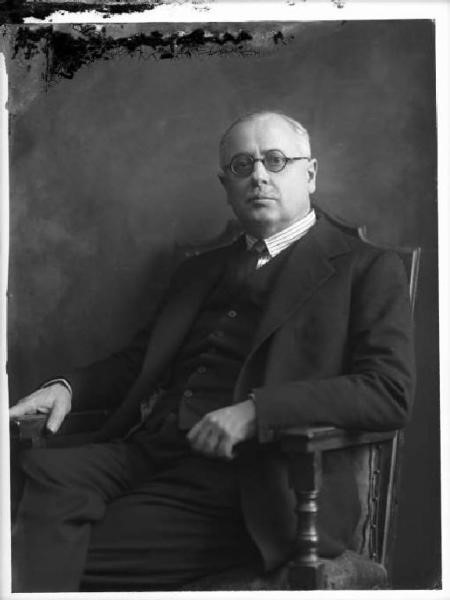
Angelo Omodeo, 1930

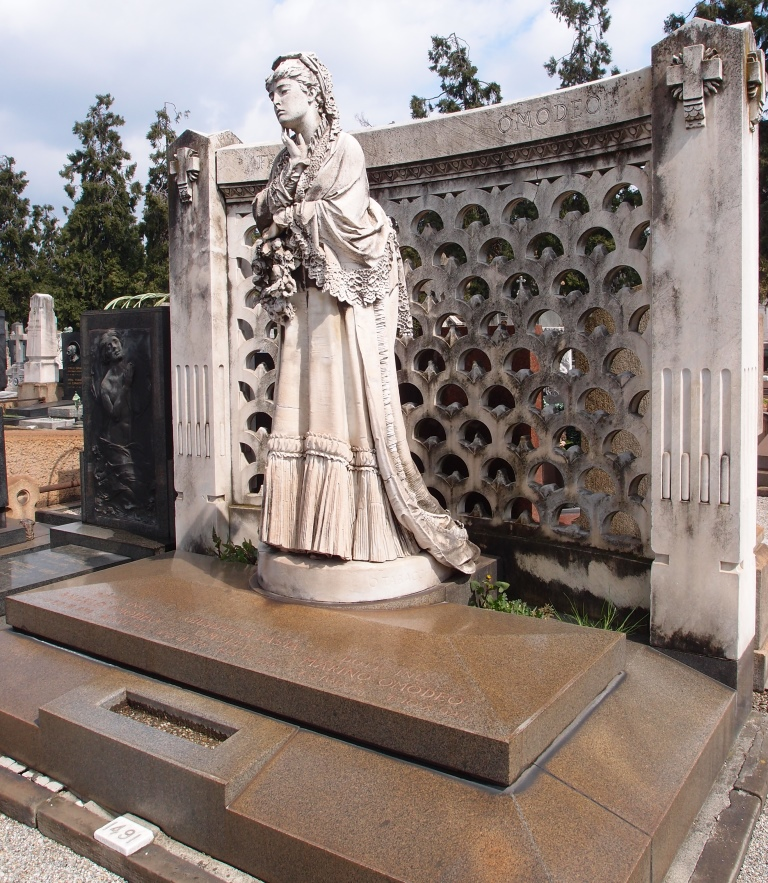
Grab von Angelo Omodeo auf dem Cimitero monumentale von Mailand

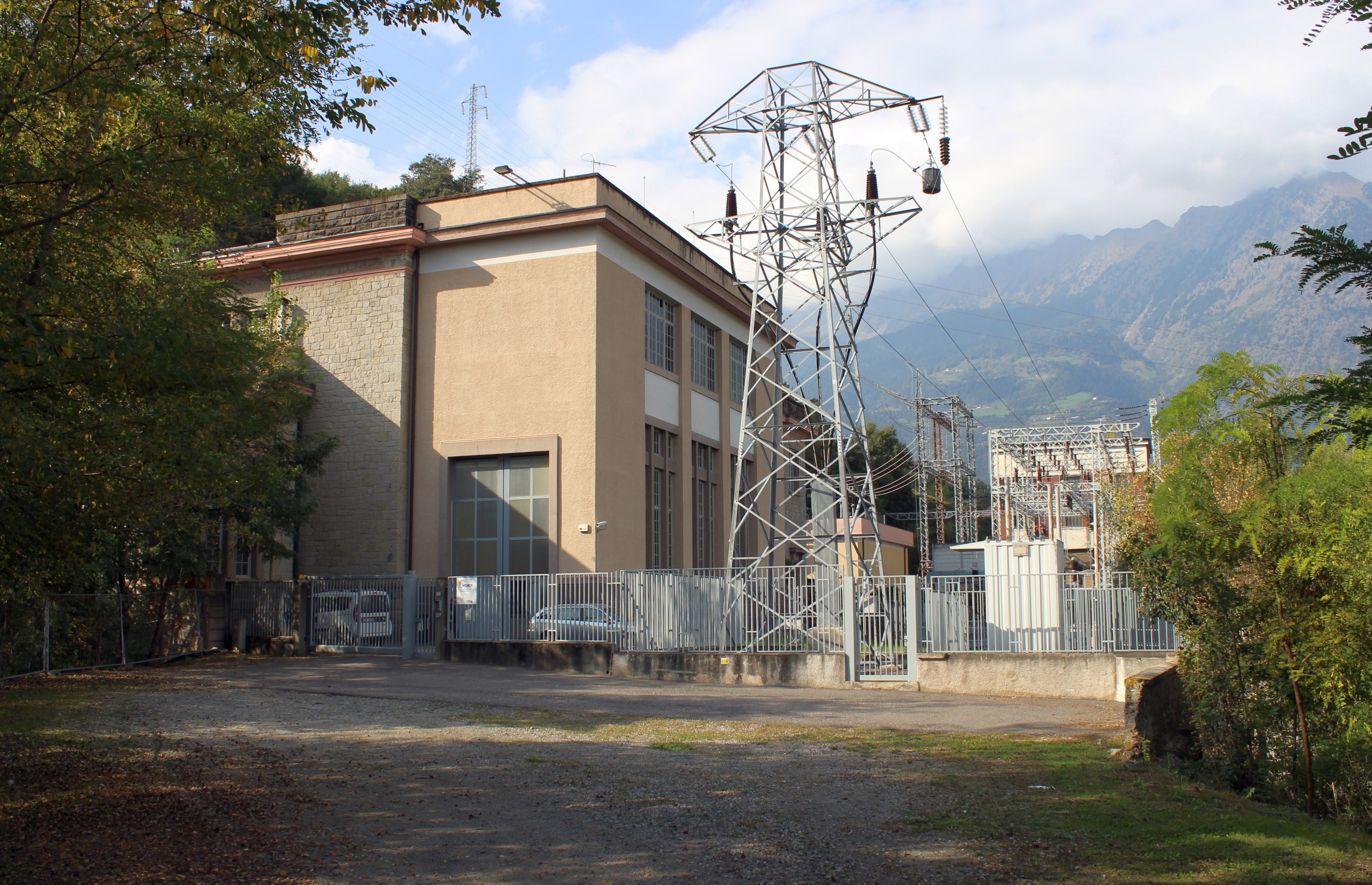
Kraftwerk in Marling, nach Plänen Omodeos 1924–1925 erbaut

Angelo Omodeo Salè (* 20. Februar 1876 in Mortara, Lombardei; † 3. Juni 1941 in Posteghe, Gemeinde Polpenazze del Garda) war ein italienischer Ingenieur.
Omodeo absolvierte am Polytechnikum in Mailand ein Studium der Ingenieurwissenschaften, das er als 23-Jähriger beendete. Sein besonderes Interesse galt dem Wasserbau. Omodeo war an der Planung und Realisierung zahlreicher großer Wasserkraftwerke in Italien beteiligt und arbeitete zeitweise auch in der Sowjetunion als Berater. Der Lago Omodeo, ein Stausee auf Sardinien, trägt seinen Namen.